# 6 юни
6 юни е 157-ият ден в годината според григорианския календар (158-и през високосна). Остават 208 дни до края на годината.

## Събития
- 1523 г. – Густав Васа е избран за крал на Швеция, с което настъпва края на Калмарската уния.
- 1853 г. – Основан е град Аламида, щата Калифорния, САЩ.
- 1882 г. – Хенри Сийли патентова електрическата ютия.
- 1925 г. – Уолтър Перси Крайслер основава корпорацията Крайслер.
- 1930 г. – Основана е Албанската суперлига по футбол.
- 1942 г. – Осъществен е първият скок със синтетичен парашут.
- 1944 г. – Втора световна война: Започва Десантът в Нормандия. 155 000 войници на Съюзниците дебаркират по бреговете на Нормандия (Франция), бързо преодоляват Атлантическия вал и навлизат във вътрешността на страната.
- 1971 г. – Програма Союз: Изстрелян е съветският пилотиран космически апарат Союз 11.
- 1971 г. – Самолетът при полет 706 на „Хюз Еъруест“ се сблъсква с „Макдоналд Дъглас F-4B Фантом II“ на Корпуса на морската пехота на Съединените щати и убива 50 души.
- 1982 г. – Започва Ливанската война от 1982: Военни части под командването на израелския министър на отбраната Ариел Шарон нахлуват в Южен Ливан и успяват да достигнат до столицата Бейрут.
- 1985 г. – В Бразилия са ексхумирани останките на „Волфганг Герхард“, за които по-късно се установява, че са на Йозеф Менгеле, „Ангелът на смъртта“ от Аушвиц.
- 1992 г. – Самолетът при полет 201 на „Копа Еърлайнс“ се разбива в Панама и убива всички 47 души на борда.
- 1993 г. – Монголия провежда своите първи преки президентски избори.
- 1994 г. – Самолетът при полет 2303 на „Чайна Нортуест Еърлайнс“ се разбива близо до международното летище „Сиан Сианянг“, Сиан в Китай и убива всички 160 души на борда.
- 1999 г. – Появява се за първи път компютърният вирус „Worm.ExploreZip“, който поразява хиляди компютри по цял свят.

## Родени
- 1436 г. – Йохан Региомонтан, германски астроном († 1476 г.)
- 1502 г. – Жуау III, крал на Португалия († 1557 г.)
- 1519 г. – Андреа Чезалпино, италиански анатом и ботаник († 1603 г.)
- 1599 г. – Диего Веласкес, испански художник († 1660 г.)
- 1606 г. – Пиер Корней, френски драматург († 1684 г.)
- 1638 г. – Герит Беркхейде, холандски художник († 1698 г.)
- 1799 г. – Александър Пушкин, руски поет († 1837 г.)
- 1838 г. – Томас Глоувър, шотландски търговец († 1911 г.)
- 1850 г. – Карл Фердинанд Браун, германски физик, Нобелов лауреат († 1918 г.)
- 1856 г. – Александър Ляпунов, руски математик († 1918 г.)
- 1868 г. – Робърт Скот, английски изследовател († 1912 г.)
- 1870 г. – Ганчо Ценов, български историк († 1949 г.)
- 1875 г. – Томас Ман, немски писател, Нобелов лауреат († 1955 г.)
- 1883 г. – Атанас Саев, български революционер († 1963 г.)
- 1885 г. – Никола Ракитин, български поет ,публицист.
- 1889 г. – Сергей Рубинщейн, съветски психолог († 1960 г.)
- 1901 г. – Сукарно, първи президент на Индонезия († 1970 г.)
- 1903 г. – Арам Хачатурян, арменски композитор († 1978 г.)
- 1911 г. – Илия Булашев, български футболист († ? г.)
- 1923 г. – Христо Добрев, български военен деец († 2013 г.)
- 1924 г. – Васил Акьов, български сценарист († 1989 г.)
- 1929 г. – Сабах IV ал-Ахмад ал-Джабер ал-Сабах, емир на Кувейт († 2020 г.)
- 1931 г. – Георги Кандиларов, български юрист
- 1931 г. – Сали Мугабе, първа дама на Зимбабве (1980 – 92) († 1992 г.)
- 1932 г. – Дейвид Скот, американски астронавт
- 1933 г. – Хайнрих Рорер, швейцарски физик, Нобелов лауреат († 2013 г.)
- 1934 г. – Албер II, крал на белгийците
- 1944 г. – Анета Петровска, българска актриса
- 1944 г. – Филип Шарп, американски биолог, Нобелов лауреат
- 1956 г. – Бьорн Борг, шведски тенисист
- 1959 г. – Маруан Баргути, палестински водач
- 1959 г. – Васко Кръпката, български блус музикант
- 1960 г. – Стийв Вай, американски китарист и композитор
- 1963 г. – Николай Урумов, български актьор
- 1964 г. – Стойчо Кацаров, български политик
- 1967 г. – Пол Джиамати, американски актьор
- 1968 г. – Бойка Атанасова, български журналист
- 1969 г. – Мария Сапунджиева, българска актриса
- 1970 г. – Андриан Душев, български състезател по кану-каяк
- 1970 г. – Джеймс Шафър, американски китарист
- 1973 г. – Джаки Аркльов, шведски неонацист
- 1977 г. – Макс Мирни, беларуски тенисист
- 1978 г. – Мариана Попова, българска поппевица
- 1992 г. – Хьона, южнокорейска певица

## Починали
- 913 г. – Александър, византийски император (* ок. 870)
- 1134 г. – Норберт Ксантенски, католически светец (* 1080 г.)
- 1843 г. – Фридрих Хьолдерлин, германски писател (* 1770 г.)
- 1870 г. – Фердинанд Врангел, руски мореплавател (* 1797 г.)
- 1916 г. – Джеймс Тайлър Кент, американски хомеопат (* 1849 г.)
- 1916 г. – Шъ-кай Юан, китайски държавен и военен деец (* 1859 г.)
- 1922 г. – Павел Христов, български революционер (* 1874 г.)
- 1946 г. – Герхарт Хауптман, немски драматург и Нобелов лауреат (* 1862 г.)
- 1961 г. – Карл Густав Юнг, швейцарски психиатър (* 1875 г.)
- 1968 г. – Никола Кенов, български диригент и композитор (* 1902 г.)
- 1968 г. – Робърт Кенеди, американски политик (* 1925 г.)
- 1975 г. – Алвин Хансен, американски икономист (* 1887 г.)
- 1975 г. – Хироши Ошима, японски дипломат (* 1886 г.)
- 1984 г. – Джарнаил Сингх Бхидранвал, индийски (сикхски) религиозен водач (* 1947 г.)
- 1986 г. – Херберт Айзенрайх, австрийски писател (* 1925 г.)
- 1991 г. – Стан Гец, американски джаз музикант (* 1927 г.)
- 1999 г. – Дамян Дамянов, български поет (* 1935 г.)
- 2000 г. – Александър Кипров, български шахматист (* 1916 г.)
- 2005 г. – Ан Банкрофт, американска актриса (* 1931 г.)
- 2009 г. – Жан Досе, френски имунолог, Нобелов лауреат (* 1916 г.)
- 2013 г. – Джеръм Карл, американски физикохимик, носител на Нобелова награда (* 1918 г.)

## Празници
- Швеция – Национален празник на Швеция